# Glutaminsyra

Strukturformel för glutaminsyra.

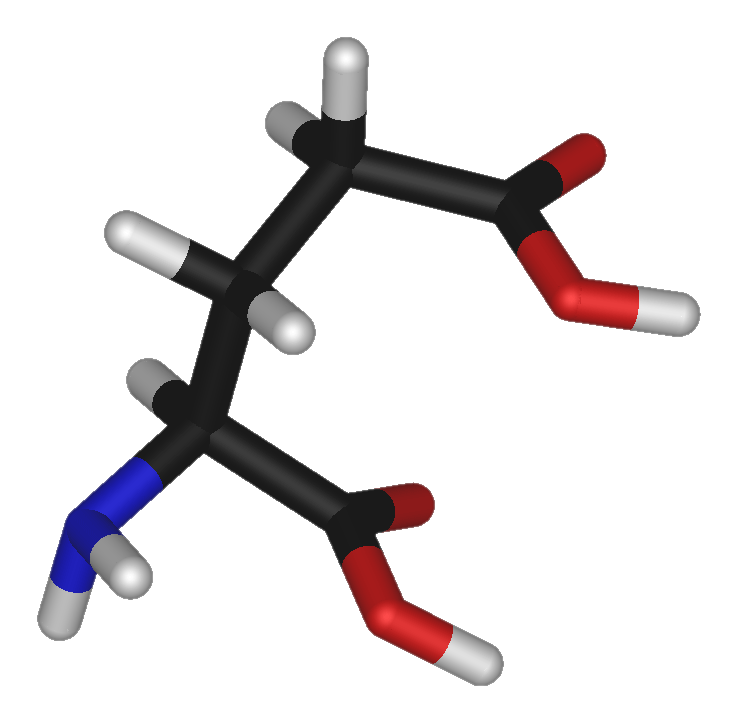
Glutaminsyrans tredimensionella struktur.

Glutaminsyra är en excitatorisk aminosyra som fungerar som signalsubstans. Den förekommer också i saltform, och kallas då glutamat. Inom biokemin betecknas den med Glu eller E. Glutamin är en helt annan aminosyra.
I den genetiska koden kodas glutaminsyra av två kodon: GAA och GAG.

## Metabolism
Glutaminsyra är en aminosyra som ingår i proteinet i många livsmedel. Dess salt, natriumglutamat, förekommer naturligt i till exempel soyasås, kelp, valnötter, hårdostar, matsvamp och tomat. Eftersom det är en smakförstärkare, är det också vanligt med tillsats av glutaminsyra (i form av glutamat) i halvfabrikat, snabbmat med mera. I kroppen bryts aminosyran ut från proteinet, varefter det kan verka som signalsubstans.
Glutaminsyra räknas tillsammans med asparaginsyra till de sura aminosyrorna, eftersom den har en sidokedja med en karboxylgrupp. Syran är nödvändig för cellens funktion men är inte en av de essentiella aminosyrorna eftersom kroppen kan tillverka den från enklare beståndsdelar.

## Signalsubstans
Glutamat/glutaminsyra är också en signalsubstans i centrala nervsystemet (CNS). Glutamat är en excitatorisk neurotransmittor (ökar sannolikheten att den postsynaptiska cellen fyrar av en aktionspotential) och är därmed den inhibitoriska transmittorn GABA:s motsats. 
Glutamat binder till flera olika sorters glutaminreceptorer. NMDA-receptorn, AMPA-receptorn och Kainat-receptorn är jonkanaler för natrium och kalium och, beroende på receptortyp, kalcium. Andra receptorer är G-proteinkopplade receptorer – metabotropa glutamatreceptorer. 
Glutamat är en viktig signalsubstans i hjärnan. Dess aktivering av intracellulära signalvägar nedströms NMDA-receptorn är viktig vid många former av synaptisk plasticitet, minne och inlärning. Överdriven glutamataktivering av NMDA-receptorn leder till excitotoxicitet vilket är förknippat med många neurologiska sjukdomstillstånd, bland annat epilepsi.

## Glutamat som livsmedelstillsats
Glutaminsyra förekommer naturligt i kött, nästan alla grönsaker, vete och soja. Glutaminsyra förekommer även, vanligen i dess saltform natriumglutamat, som tillsats i livsmedel som smakförstärkare. Som livsmedelstillsats har den E-nummer E620. Salterna av glutaminsyra har E-nummer E621–625.